# 위 베이비 베어스
《위 베이비 베어스》(We Baby Bears)는 대니얼 총이 만든 TV 애니메이션 《위 베어 베어스: 곰 브라더스》의 번외작이다.

## 배역
- 아기 그리즐리(남)
- 아기 판다(남)
- 아기 아이스베어(남)
- 황창영: 해설
- 홍진욱: 크레이그
- 임윤선: 거위